# فلوريد الزركونيوم الرباعي
 فلوريد الزركونيوم الرباعي (أو رباعي فلوريد الزركونيوم) مركب كيميائي له الصيغة ZrF4، ويكون على شكل مسحوق بلوري أبيض.

## التحضير
يحضر فلوريد الزركونيوم الرباعي من إضافة فلوريد الأمونيوم إلى محلول كبريتات الزركونيوم حسب المعادلة:
Zr(SO4)2 + 4NH4F → ZrF4 + 2(NH4)2SO4

## الخواص
- لا ينحل فلوريد الزركونيوم الرباعي في الماء.
- توجد ثلاثة أطوار بلورية لمركب فلوريد الزركونيوم، وهي النمط ألفا α ويكون أحادي الميل، والنمط بيتا β ويكون له نظام بلوري رباعي، والمجموعة الفراغية P42/m، بالإضافة إلى النمط غاما γ وهو غير معروف البنية. إن النمط ألفا هو النمط الثابت، في حين أن النمطين بيتا وغاما غير ثابتين ويتحولان بشكل غير عكوس إلى النمط ألفا عند درجة حرارة تصل إلى 400°س.[5]

## الاستخدامات
- يستخدم رباعي فلوريد الزركونيوم كمصدر لفلز للزركونيوم في إنتاج الفلزات الحساسة لوجود الأكسجين.[6]
- يستخدم فلوريد الوركونيوم مع مزيج من فلوريدات فلزات أخرى وذلك كمبرّدات في مفاعل الملح المنصهر، فمثلاً يستعمل فلوريد الزركونيوم في مزيج مع فلوريد الصوديوم في تركيب المبرّدات في المفاعلات العاملة عند درجات حرارة مرتفعة جداً.
- يدخل فلوريد الزركونيوم في تركيب زجاج الفلوريد Fluoride glass.